# بطاقة الهوية المالطية
يتم إصدار بطاقات الهوية المالطية للمواطنين المالطيين وغيرهم من المقيمين الشرعيين في مالطا. يمكن استخدامها كوثيقة سفر عند زيارة دول في الاتحاد الأوروبي والمنطقة الاقتصادية الأوروبية.
يمكن استخدامها أيضًا بدلاً من جواز السفر المالطي لزيارة الأراضي الفرنسية فيما وراء البحار, وجزر فارو, وجرينلاند (بحكم الواقع) وجورجيا ومونتسيرات (بحد أقصى 14 يومًا), تركيا وفي جولات منظمة إلى الأردن (عبر مطار العقبة)

## اقرأ أيضاً
جواز سفر مالطي
بطاقات الهوية الوطنية في الاتحاد الأوروبي